# Palaemon brevicarpus
Palaemon brevicarpus is een garnalensoort uit de familie van de Palaemonidae.